# 1979 en Ontario
Chronologie de l'Ontario
- 1975
- 1976
- 1977
- 1978
- 1979
- 1980
- 1981
- 1982
- 1983

Cette page concerne des événements d'actualité qui se sont produits durant l'année 1979 dans la province canadienne de l'Ontario.

## Politique
- Premier ministre : Bill Davis du parti progressiste-conservateur de l'Ontario
- Chef de l'Opposition :
- Lieutenant-gouverneur :
- Législature :

## Événements

### Novembre
- 10 novembre :  dérailement d'un train à Mississauga près de Toronto provoquant l'évacuation temporaire de près de 200 000 personnes et ne fait aucun mort ni blessé.

## Décès
- 15 mai : Dora Mavor Moore, actrice (° 8 avril 1888).
- 29 mai : Mary Pickford,  actrice, productrice et femme d'affaires (°  8 avril 1892).
- 16 août : John Diefenbaker, premier ministre du Canada (° 18 septembre 1895).
- 28 septembre : John Herbert Chapman (en), scientifique (° 28 août 1921).
- 24 novembre : John Robert Cartwright, juge à la Cour suprême du Canada (° 23 mars 1895).
- 19 décembre : Donald Grant Creighton, historien (° 15 juillet 1902).